# Clan Cumming
Cumming (auch Comyn) ist der Name eines schottischen Clans.

## Geschichte
Richard Comyn († 1178), Neffe des William Comyn († um 1160), der Kanzler unter König David I., etablierte die Familie in Schottland. Er heiratete Hextilda, Enkelin König Donalds III. Sein Sohn William Comyn wurde durch zweite Ehe Earl of Buchan. Dessen stammältester Urenkel, John „the Black“ Comyn († um 1302), Lord of Badenoch, und dessen Sohn John „the Red“ Comyn († 1306), Lord of Badenoch, waren als Nachfahren Donalds III. Anwärter auf den schottischen Thron und traten dadurch im Laufe des Ersten Schottischen Unabhängigkeitskriegs in Rivalität zu König Robert Bruce, der Letzteren 1306 in der Kirche von Dumfries ermordete. Der ganze Clan Comyn erhob sich daraufhin gegen Robert Bruce, wurde geschlagen und die wesentlichen Ländereien entzogen.
Nach dem Aussterben der Hauptlinie der Comyn of Badenoch im 14. Jahrhundert, ging die Würde des Clan Chief an den Familienzweig der Lords of Altyre in Moray über, dessen Oberhaupt diese Würde bis heute innehat. Ab dem 15. Jahrhundert hatte der Clan in den Highlands wieder einigen Einfluss gefestigt und tat sich im 15. und 16. Jahrhundert durch blutige Fehden gegen rivalisierende Clans hervor.

## Herkunft des Namens
Die Herkunft des Namens ist nicht eindeutig. Einige leiten es von der englischen Bezeichnung für Kümmel (Cumin) ab, andere von einem Abt des 7. Jahrhunderts mit Namen Comineus. Der Name könnte auch ein Herkunftsname abgeleitet von Bosc-Bénard-Commin bei Rouen in der Normandie oder von Comines in Flandern sein. Es wird bezweifelt, dass die Wurzeln des Clans in der Normandie liegen, da der Name bereits vor dem Jahre 1096 erwähnt wurde: Ein Ritter Robertus Cummine fiel 1093 in der Schlacht von Alnwick.

## Bilder

Stammwappen des Clan Cumming
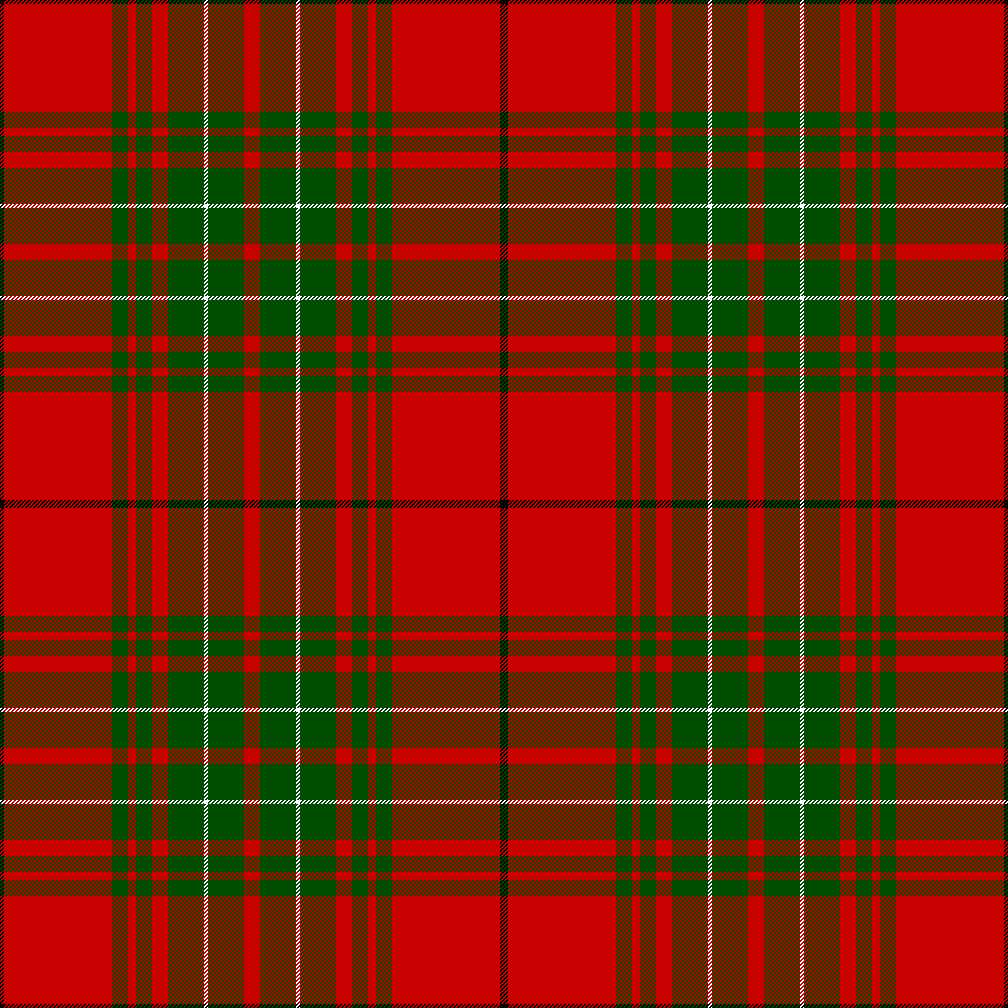
Tartan